# Urroz de Santesteban
Urroz o Urroz de Santesteban (oficialmente en euskera: Urroz) es un municipio de la Comunidad Foral de Navarra, España. Situado en la Merindad de Pamplona, en la comarca del Alto Bidasoa y a 60 km de la capital de la comunidad, Pamplona. El término municipal tiene una población de 173 habitantes (INE 2024) y una extensión de e 10,46 km².

## Toponimia
En Navarra existen dos municipios con el mismo nombre. El actual, en el valle de Santesteban, y otro en el valle de Lizoain. En euskera el primero es Urroz /urós̻/ mientras que el segundo es Urrotz /urót͡s̻/, atendiendo a las diferencias entre los dialectos propios de cada lugar. En castellano, sin embargo, ambos se transcriben como Urroz /uróθ/, pues los sonidos /s̻/ y /t͡s̻/ no existen en este idioma. Es por ello que se surge la necesidad de distinguirlos como Urroz de Santesteban y Urroz-Villa, respectivamente, si bien coloquialmente se empleará simplemente Urroz en ambos casos.
Dado que se encuentra en la zona vascófona, el único nombre oficial para este municipio es Urroz, en euskera, mientras que el otro Urroz es oficialmente Urroz-Villa, paradójicamente solo en castellano pese a estar en la zona mixta.
Hasta 1920 el nombre oficial era simplemente Urroz. Entonces se cambió por Urroz de Santesteban para evitar confusión con el otro Urroz, que pasó a ser Urroz-Villa. Esto perduró hasta 1989, cuando los topónimos de la zona vascófona de Navarra se oficializaron en euskera, y se cambió por Urrotz. Al igual que Oiz y tras un informe de Euskaltzaindia de 2010, donde se constataba que, al igual que en los valles de Baztan y Bertizarana, los hablantes de Malerreka tradicionalmente pronunciaban -z y no -tz, a diferencia de la mayoría de dialectos altonavarros, en 2014 fue corregido el error, pasando a ser Urroz.
Urroz o Urrotz es un topónimo de origen vasco y origen oscuro, compuesto por un sufijo -oz frecuente en toponimia vasconavarra (Oronoz, Azpiroz, Vidángoz...). Generalmente se trata de nombres registrados desde la Edad Media aplicados a toponimia mayor (nombres de poblaciones), y no así a la toponimia menor.
Entre los expertos no hay consenso sobre su origen. Julio Caro Baroja considera que se trata de topónimos compuestos por un nombre propio y un sufijo posesivo, como Anoz (lugar propiedad de Annius), mientras que Jean-Baptiste Orpustan sostiene que el sufijo es cuantitativo (lugar de abundancia de). Para Patxi Salaberri, se trataría de dos sufijos distintos, lo que explicaría ambas visiones.
El primer componente del topónimo en cuestión, urr-, parece estar relacionado con ur (agua en euskera), con -r- adicional para permitir una mejor conexión con el sufijo. Para Julio Caro Baroja, sería un nombre propio Uros.
Así pues, según las teorías de los expertos, Urroz o Urrotz podría interpretarse como "lugar propiedad de Uros" o "lugar de abundancia de agua".

## Símbolos

### Escudo
El escudo de armas del lugar de Urroz de Santesteban tiene el siguiente blasón:

Trae de oro y una imagen de San Miguel, en su color natural, combatiendo contra Lucifer. Por timbre un yelmo empenachado.

## Geografía
La localidad de Urroz de Santesteban está situada en la parte norte de la Comunidad Foral de Navarra, a una altitud de 323 m sobre el nivel del mar. Su término municipal tiene una superficie de 10,46 km² y limita al norte con el municipio de Ituren, al este con el de Oiz, al sur con el de Ulzama y al oeste con el de Beinza-Labayen.

### Embalses de Leurtza
En el término municipal de Urruz, compartido con el municipio de  Beintza-Labaien, se halla conjunto de los embalses de Leurtza y su  área natural recreativa. Se trata de dos pequeñas presas, una sobre la otra, construidas en el 1920 y destinadas a la producción de energía eléctrica. El sistema hidroeléctrico tiene un desnivel superior a 250 metros. 
- Presa del embalse inferior

La presa que forma en embalse inferior es una presa de gravedad proyectada por el ingeniero D. Mugia y propiedad de la Iberdrola Energías Renovable II SA. Fue inaugurada el 31 de diciembre de 1920 para destinarla a la generación de energía eléctrica. La cuenca que la sirve tiene una superficie de 2800 km². La presa tiene una altura desde los cimientos de 22 metros y una longitud de coronación de 130 metros. Está ubicada a una cota de 643 m s. n. m. y se corona a 680,5 m s. n. m. Tiene un único desagüe que evacua hasta 4,1 m³/s y un aliviadero de labio fijo que puede llegara evacuar hasta 9 m³/s.
- Presa del embalse superior

La presa que forma en embalse inferior es una presa de gravedad proyectada por el ingeniero D. Mugia y propiedad de la Iberdrola Energías Renovable II SA. Fue inaugurada el 31 de diciembre de 1920 para destinarla a la generación de energía eléctrica. La cuenca que la sirve tiene una superficie de 1800 km². La presa tiene una altura desde los cimientos de 23 metros y una longitud de coronación de 130 metros. Está ubicada a una cota de 657,5 m s. n. m. y se corona a 665 m s. n. m. Tiene un único desagüe que evacua hasta 4,53 m³/s y un aliviadero de labio fijo que puede llegara evacuar hasta 6 m³/s.

El paisaje del área natural está dominado por los hayedos basófilos que se desarrollan en las ladera de fuerte pendiente de sustrato calizo. Abundan los robles (Quercus robur), los acebos (Ilex aquifolium L.) y el espino albar (Crataegus monogyma),todo ello se completa con  manzanilla fina (Anthemis nobilis) y mentas aromáticas, y en otoño el falso azafrán junto a  un mosaico de brezal-tojal junto a  diversos brezos.. 
En la fauna destaca la rana bermeja junto a varias especies de sapos y la salamandra. Abundan el jabalí, el zorro, el corzo, la fuina, el tejón y diversas especies de murciélagos. Las aves características del hayedo y  las propias de ambientes boscosos húmedos propios de Centroeuropa  como el gavilán y el busardo ratonero, los pájaros carpinteros, insectívoros como currucas y mosquiteros y el colorido y escandaloso arrendajo europeo, entre otros.

## Historia
Los dólmenes de Pittortzar y Mugakosoro atestiguan la presencia humana en el término municipal de Urruz ya en la prehistoria. la primera referencia documental datan de 1.845, año en que se constituyó como municipìo independiente.
El 12 de marzo de 1835 se desarrolló en sus tierras, en el contexto de las guerras Carlistas la batalla de Larremear donde las tropas carlista estaban dirigidas por el general Tomás de Zumalacárregui y las liberales por el general Francisco Espoz y Mina. 
Hasta la reforma de la nomenclatura municipal de 1916 el municipio se llamaba simplemente Urroz. En dicha fecha su nombre fue modificado por el de Urroz de Santesteban.Actualmente ha vuelto a recuperar su denominación original.
El entorno del pueblo ha sido uno de los pasos hacia Francia, la construcción de la carretera del puerto de Belate supuso una vía alternativa y obligó a realizar mejoras de la calzada y el pavimento, como en el camino empedrado de Zumardena.

## Demografía
Urroz de Santesteban cuenta con una población de 173 habitantes (INE 2024).
| Gráfica de evolución demográfica de Urroz entre 1842 y 2021 |
| |
| Población de derecho según los censos de población del INE Población de hecho según los censos de población del INEEn estos censos se denominaba Urroz: 1842, 1857 y 1860 En estos censos se denominaba Urroz, partido de Pamplona: 1877, 1887, 1897, 1900 y 1910 En estos censos se denominaba Urroz de Santesteban: 1920, 1930, 1940, 1950, 1960, 1970 y 1981 |